# Бескровный, Александр Владимирович
Алекса́ндр Влади́мирович Бескро́вный (родился 29 января 1971, Орджоникидзе, Северо-Осетинская АССР, СССР) — советский и российский футболист, полузащитник, защитник; тренер.

## Карьера

### Клубная
Воспитанник владикавказского «Спартака», за который играл в 1989 году. В этом же году перешёл в «Волгарь», за который сыграл 128 матчей и забил 7 мячей. В 1993 году пополнил ряды «Факела». В составе клуба стал победителем Второй лиги 1994 года, а также в 1997 и в 1999 годах помогал команде выйти в Высшую лигу. 17 марта 1997 года в матче против петербургского «Зенита» (0:1) дебютировал в элитном дивизионе. 22 апреля 2000 года в матче против «Крыльев Советов» (3:2) забил свой единственный гол в Высшей лиге. Всего за воронежский клуб сыграл 301 матч и забил 7 мячей. 2002 год провёл в «Черноморце». В 2003 году подписал контракт с «Салютом». В 2005—2006 годах защищал цвета лискинского «Локомотива». Завершил карьеру в 2007 году в «Зодиаке».

### Тренерская
В 2009 году входил тренерский штаб, а в сезоне 2012/13 был главным тренером клуба «Металлург-Оскол», который выступал во Втором дивизионе. В сезоне 2014/15 — старший тренер клуба «Выбор-Курбатово».

## Достижения
- Серебряный призёр Первого дивизиона (2): 1999, 2002
- Бронзовый призёр Первого дивизиона: 1996
- Победитель зоны «Запад» Второго дивизиона: 1994
- Серебряный призёр зоны «Юг» Второго дивизиона: 2004
- Бронзовый призёр зоны «Центр» Второго дивизиона: 2003